# Rousseloy
Rousseloy és un municipi francès, situat al departament de l'Oise i a la regió dels Alts de França. L'any 2007 tenia 303 habitants.

## Demografia

### Població
El 2007 la població de fet de Rousseloy era de 303 persones. Hi havia 97 famílies de les quals 8 eren unipersonals (8 dones vivint soles i 8 dones vivint soles), 27 parelles sense fills, 58 parelles amb fills i 4 famílies monoparentals amb fills.
La població ha evolucionat segons el següent gràfic:
Habitants censats

### Habitatges
El 2007 hi havia 113 habitatges, 103 eren l'habitatge principal de la família, 3 eren segones residències i 7 estaven desocupats. Tots els 112 habitatges eren cases. Dels 103 habitatges principals, 94 estaven ocupats pels seus propietaris, 6 estaven llogats i ocupats pels llogaters i 3 estaven cedits a títol gratuït; 1 tenia dues cambres, 8 en tenien tres, 21 en tenien quatre i 73 en tenien cinc o més. 83 habitatges disposaven pel capbaix d'una plaça de pàrquing. A 26 habitatges hi havia un automòbil i a 74 n'hi havia dos o més.

## Economia
El 2007 la població en edat de treballar era de 219 persones, 170 eren actives i 49 eren inactives. De les 170 persones actives 157 estaven ocupades (86 homes i 71 dones) i 13 estaven aturades (8 homes i 5 dones). De les 49 persones inactives 16 estaven jubilades, 17 estaven estudiant i 16 estaven classificades com a «altres inactius».

### Ingressos
El 2009 a Rousseloy hi havia 110 unitats fiscals que integraven 339 persones, la mediana anual d'ingressos fiscals per persona era de 21.408 €.

### Activitats econòmiques
Dels 12 establiments que hi havia el 2007, 1 era d'una empresa de fabricació d'elements pel transport, 1 d'una empresa de fabricació d'altres productes industrials, 2 d'empreses de construcció, 5 d'empreses de comerç i reparació d'automòbils, 1 d'una empresa de transport, 1 d'una empresa d'informació i comunicació i 1 d'una empresa de serveis.
Dels 3 establiments de servei als particulars que hi havia el 2009, 1 era un taller de reparació d'automòbils i de material agrícola, 1 guixaire pintor i 1 lampisteria.
L'any 2000 a Rousseloy hi havia 3 explotacions agrícoles.

## Equipaments sanitaris i escolars
El 2009 hi havia una escola elemental integrada dins d'un grup escolar amb les comunes properes formant una escola dispersa.

## Poblacions més properes
El següent diagrama mostra les poblacions més properes.